# George Mareș
George Mareș (n. 16 mai 1996, București, România) este un atacant român de fotbal.

## Juniorat
Mareș și-a început cariera în 2003, la echipa de juniori a FC Steaua București, dar după 8 ani petrecuți în Ghencea, tânărul atacant a decis să încheie colaborarea cu clubul. Oferta ulterioară a FC Sportul Studențesc București și timpul petrecut în Regie au reprezentat cel mai bun context pentru jucătorul de numai 15 ani de a debuta în Liga I.

### FC Sportul Studențesc
Debutant în Liga I la doar 15 ani și 10 luni, Mareș a jucat două meciuri oficiale în tricoul studenților, fiind pentru prima oară titular într-un meci contra Daciei Mioveni.

### FC Petrolul Ploiești
În ciuda unor oferte mai avantajoase din punct de vedere financiar, decizia atacantului în vârstă de numai 17 ani a fost semnarea contractului cu gruparea ploieșteană. Clubul Sportul Studențesc a contestat dreptul lui de a semna cu Petrolul, și a cerut suspendarea jucătorului, invocându-și statutul de club formator. Cazul a ajuns în atenția Tribunalului de Arbitraj Sportiv, care a dat dreptate fotbalistului și a obligat Liga Profesionistă de Fotbal din România să-și modifice regulamentele.
A rămas la Petrolul până la falimentul clubului în 2016, fiind printre ultimii 16 jucători rămași la echipă.

### După Petrolul
După falimentul Petrolului, Mareș și-a găsit contract la FC Dunărea Călărași în Liga a II-a. În ciuda laudelor pe care le-a primit ca junior, cariera sa nu a căpătat elan, în parte din cauza unor accidentări. Dunărea i-a reziliat contractul la mai puțin de o lună după ce l-a adus la echipă, și ulterior a semnat cu clubul din aceeași ligă Juventus București, pentru care a debutat chiar împotriva Dunării.
După sezonul la Juventus, în care echipa a obținut promovarea în Liga I și în care el a jucat în doar 6 meciuri, Mareș nu a mai avut contracte cu echipe profesioniste.

### Stil de joc și cota de piață
| # | Prenume    | Nume        | Vârstă            |
| - | ---------- | ----------- | ----------------- |
|   | Nicolae    | Dobrin      | 14 ani și 11 luni |
|   | Rareș      | Lazăr       | 15 ani și o lună  |
|   | Razvan     | Popa        | 15 ani și 2 luni  |
|   | Marius     | Niculae     | 15 ani și 6 luni  |
|   | Ion        | Geolgău     | 15 ani și 8 luni  |
|   | Constantin | Gângioveanu | 15 ani și 8 luni  |
|   | Roberto    | Hașnaș      | 15 ani și 9 luni  |
|   | George     | Mareș       | 15 ani și 10 luni |
|   | Paul       | Codrea      | 16 ani și 1 lună  |
|   | Florin     | Răducioiu   | 16 ani și o lună  |

George Alexandru Mareș este al optulea cel mai tânăr fotbalist debutant din Liga 1, singurul atacant din acest top.